# Эпихейрема
Эпихейрема (от др.-греч. ἐπιχείρημα — довод, аргумент ) — сокращенный силлогизм, в котором обе посылки представляют собой энтимемы.
Примером эпихейремы может быть следующее рассуждение. Ложь заслуживает презрения, так как она безнравственна. Лесть есть ложь, так как она есть умышленное извращение истины. Лесть заслуживает презрения.